# Terry Melcher
Terry Melcher (New York, 8 febbraio 1942 – Beverly Hills, 19 novembre 2004) è stato un musicista e produttore discografico statunitense.

## Biografia
Melcher nacque come Terence Jorden nel 1942, figlio dell'attrice Doris Day e del suo primo marito Al Jorden, dal quale la stessa si separerà poco dopo la nascita di Terry. All'età di 10 anni, Terry venne adottato da Martin Melcher, terzo marito di Doris, e prese dunque il suo cognome.
Diventato adulto, trovò lavoro come produttore presso la Columbia Records. Si dedicò anche all'attività di musicista, sia singolarmente che con un giovane Bruce Johnston (futuro membro dei Beach Boys) con il quale formò, per qualche tempo, un duo chiamato Bruce and Terry e che successivamente cambiò nome in Rip Chords. Nelle vesti di produttore, scritturò diversi artisti (tra cui i Byrds, producendo il loro album d'esordio, Tambourine Man) e realizzò musical sia teatrali che cinematografici.

### Melcher e Charles Manson
Nel 1969 Terry Melcher fu, indirettamente, coinvolto nella strage avvenuta il 9 agosto a Los Angeles da parte degli accoliti della Family di Charles Manson, nella quale perse la vita anche Sharon Tate, attrice e moglie del regista Roman Polański. La villa nella quale avvenne la tragedia, infatti, era appartenuta fino a pochi mesi prima a Melcher, che l'aveva poi ceduta al regista. Secondo fonti della polizia, l'obiettivo originario dei seguaci di Manson sarebbe stato proprio Melcher; questi aveva infatti rifiutato, l'anno precedente, di scritturare Manson come musicista per la Columbia Productions.
Questa tesi venne ripresa anche dal film tv Helter Skelter (2004), nel quale il ruolo di Terry Melcher venne interpretato dall'attore Jeffrey Johnson. In The Manson Family (altra pellicola incentrata sugli stessi avvenimenti) il suo ruolo è interpretato da Mark Gillespie. In C'era_una_volta_a..._Hollywood viene nuovamente citato.

### Vita privata
Dal primo matrimonio ebbe un figlio, Ryan; nel 1998 sposò Terese Edwards, dalla quale ebbe un altro figlio. Morì il 19 novembre 2004 a Beverly Hills, all'età di 62 anni, a causa di un melanoma .

## Filmografia

### Produttore
- The Doris Day Show, l'episodio Young Love (1971)
- Doris Day's Best Friends (1985-1986) Serie TV

### Autore
- Doris Day's Best Friends (1985-1986) Serie TV

## Discografia

### Solista
- 1963 - Move Over Darling
- 1988 - Cocktail
- 2005 - Herbie Fully Loaded (2005)

### Produttore discografico
- 1965 - Mr.Tambourine Man - The Byrds
- 1965 - Turn!Turn!Turn! - The Byrds
- 1968 - Goin' to Memphis - Paul Revere & the Ryders
- 1969 - Ballad of Easy Rider - The Byrds
- 1971 - Byrdmaniax - The Byrds
- 1974 - Give Me a Break - Bill House
- 1986 - The Beach Boys - Made in USA
- 1998 - All Over You - Lazy Lester
- 2001 - Hot Road USA - The Rip Chords
- 2001 - Pat's 40 Big Ones - Pat Boone
- 2002 - Raw High - Frankie Laine

### Tour organizzati
- Tournée dei Beatles in America nel 1964 (1964)
- Tournée dei Beatles in America nel 1964 2 (1964)
- The Beatles' 1964 World Tour (1964)
- Beatles European Tour (1965)
- Tournée dei Beatles in America 1965 (1965)